# Principatul Nitra
Principatul Nitra (slovacă Nitrianske kniežatstvo, Nitriansko, Nitrava) a fost un stat medieval pe teritoriul actual al Slovaciei. În anul 830 d.Hr., Mojmir I (primul cneaz al Moraviei Mari) izgonește pe cneazul Pribina, din Principatul Nitra. Cele doua regiuni (Moravia și Nitra) au reprezentat nucleul Moraviei Mari.